# Gabriel Wagner (Mathematiker)

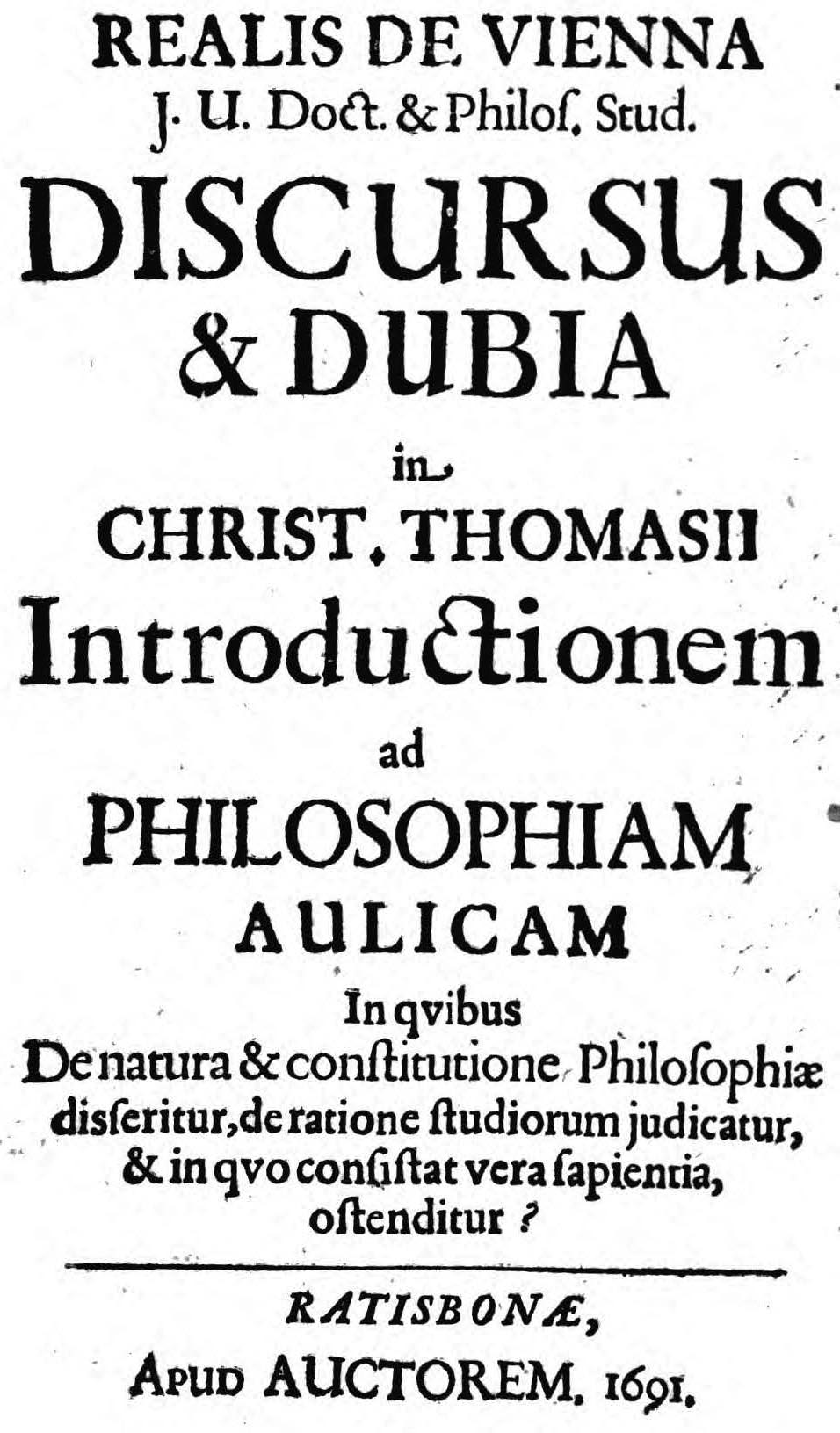
Titelblatt des Discursus et dubia. - einer kritischen Einführung in die Philosophie von Christian Thomasius; „Thomasius erkennt von diesem Werk selbst an, es zeige gute Fähigkeiten des Verfassers, nur lasse sich dieser von Haß und Liebe zu sehr bewegen, so daß die vernünftigen Gedanken zu wenig aufkämen.“

Gabriel Wagner (* wohl um 1660 in Quedlinburg; † um 1717) war ein deutscher Philosoph, Mathematiker und Naturwissenschaftler, der meist unter dem Pseudonym Realis de Vienna veröffentlichte.
Wagner war Freidenker in der deutschen Aufklärung und trat für eine strenge Trennung von Philosophie und Theologie ein. Er tolerierte zwar die auf Offenbarung gegründete Theologie, trat aber vehement für Physik, Mathematik und Staatswissenschaften ein – in ihnen sah er die Grundlagen der Philosophie.
Ferner war Wagner für die Befreiung vom Aristotelismus und bekannte sich zum Eklektizismus.